# Montplonne
Montplonne är en kommun i departementet Meuse i regionen Grand Est (tidigare regionen Lorraine) i nordöstra Frankrike. Kommunen ligger i kantonen Ancerville som tillhör arrondissementet Bar-le-Duc. År 2022 hade Montplonne 137 invånare.

## Befolkningsutveckling
Antalet invånare i kommunen Montplonne
| Referens: INSEE |